# Pikardisk
Pikardisk (pikardisk: picard) er et romansk sprog, tæt relateret til fransk. Det tales i en region i det nordligste Frankrig (Hauts-de-France) og dele af det belgiske område Vallonien, omkring Tournai og Mons.
Pikardisk er også kendt under andre navne. Befolkningen i Pikardiet kalder det blot picard, men det er mere almindeligt kendt som chti eller chtimi i den sydlige del af Fransk Flandern (omkring Lille og Douai) og i det nordøstlige Artois (omkring Béthune og Lens) eller rouchi omkring Valenciennes. Overordnet set bruges også betegnelsen patois af befolkningen i nord. Lingvister grupperer alle disse under betegnelsen Picard. Overordnet set kan den variant af sproget, der tales i Pikardiet let forstås af dem, der taler varianten i Hauts-de-France og omvendt.
Ifølge Ethnologue anslås det, at omkring 200.000 kan tale sproget.

## Sprogets udbredelse og anerkendelse
Belgiens franske samfund gav fuld anerkendelse af pikardisk som regionalt sprog sammen med nogle andre dialekter i sit dekret fra 1990. Den franske regering har holdt fast i sin enhedstanke og anerkender officielt kun fransk. Det støttes dog sammen med andre regionale sprog i landet af initiativer under kulturministeriet.
Der undervises ikke i pikardisk i franske skoler, og det tales almindeligvis kun i venners og familiers lag. Sproget er dog genstand for videnskabelige undersøgelser på universiteter i Lille og Amiens, samt på Indiana University. Med den større mobilitet i nutiden er der en tendens til, at de forskellige varianter af sproget bliver mere ensartede. Samtidig, skønt de fleste nordfranske beboere forstår pikardisk, er der færre, der selv taler det, og de, der taler sproget som primært sprog, er efterhånden sjældent under 50 år.
Filmen Velkommen til Ch'tis fra 2008 har ch'ti-sproget som et centralt emne sammen med den lokale kultur og synet herpå af udefrakommende.